# Pteridella involuta
Pteridella involuta là một loài dương xỉ trong họ Pteridaceae. Loài này được Mett., Kuhn & Decken mô tả khoa học đầu tiên năm 1879.
Danh pháp khoa học của loài này chưa được làm sáng tỏ. 